# Seamus
Vous lisez un « bon article » labellisé en 2022.
Pistes de Meddle
San Tropez Echoes
Seamus est une chanson du groupe de rock anglais Pink Floyd, et la cinquième piste de leur album Meddle sorti en 1971. Elle dure 2 min 15 s et est la dernière chanson de la face A de l'album. Le titre est composé d'une improvisation à la guitare acoustique de David Gilmour accompagnée par la basse de Roger Waters, le piano de Richard Wright et les hurlements du chien Seamus, qui a inspiré le titre de la chanson et ses paroles, chantées par Gilmour et écrites par l'ensemble du groupe.
La chanson n'est interprétée qu'une fois en concert, sous le titre de Mademoiselle Nobs, pour le film Pink Floyd: Live at Pompeii. Elle est souvent citée parmi les pires chansons de Pink Floyd, bien qu'elle ait principalement été composée en tant que blague.

## Historique

### Composition et enregistrement

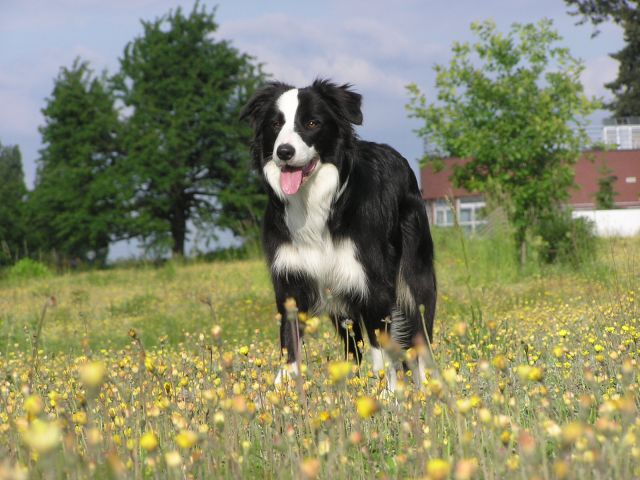
Un border collie, chien de même race que celui qui chante sur Seamus.

En 1971, David Gilmour garde Seamus, le chien de son ami Steve Marriott, qui est parti en tournée avec les Humble Pie aux États-Unis ; Gilmour prend alors l'habitude d'emmener le border collie avec lui durant les séances d'enregistrement de l'album Meddle. Un jour, il déclare à ses collègues : « je voudrais vous montrer quelque chose : ce chien chante ! ». En effet, Marriott a dressé Seamus pour que celui-ci hurle lorsqu'il entend de la musique. Quand Gilmour joue de l'harmonica devant le chien, il se met immédiatement à crier. Waters a expliqué plus tard qu'ils avaient tout de suite reconnu « un motif AAB de douze mesures » que les quatre Floyd souhaitent transformer en chanson. Ils conçoivent dès lors une chanson humoristique avec des paroles centrées sur le chien, et Gilmour improvise un blues à la guitare acoustique similaire à des titres de Leadbelly et Big Bill Broonzy,.
Le rythme de guitare de Seamus est enregistré dès le 24 mai 1971 aux studios AIR de George Martin. Des overdubs de piano sont enregistrés le lendemain ; le 28 mai, de nouveaux aboiements et plusieurs parties d'harmonica et de guitare slide sont rajoutés. La chanson est mixée le 26 juillet aux studios Morgan ; durant la session de mixage, les interventions du chien sont revues à la baisse.

### Parution et accueil
« Ce n'était pas vraiment aussi drôle pour tout le monde que pour nous. »
Seamus est le dernier titre de la face A de Meddle, sorti le 30 octobre 1971 aux États-Unis et le 5 novembre au Royaume-Uni,,,. Dans une critique de l'album pour Rolling Stone, Jean-Charles Costa décrit Seamus comme « un grand air de blues pseudo-humoristique avec le chien de David Gilmour (sic) Seamus prenant en charge les fonctions de « hurlement » principales »,. Dans une critique plus négative, Classic Rock Review qualifie Seamus de titre « à jeter » qui fait du « remplissage humoristique avec un chien agaçant et hurlant tout au long »,. Enfin, Vulture.com parle de Seamus comme étant « désordonné, une sorte de numéro acoustique, marmonné, avec un son terrible »,. Depuis la sortie de Meddle, le titre est souvent cité parmi les pires chansons de Pink Floyd, Classic Rock Review ayant par ailleurs déclaré que les fans du groupe avaient classé Seamus comme l'une de leurs pires chansons,,,.

### En concert et postérité
Seamus est repris par Pink Floyd pour Pink Floyd: Live at Pompeii, un concert-documentaire sorti en 1972. C'est la seule représentation en concert de cette chanson que Pink Floyd donne, notamment car elle est difficile à mettre en place. La chanson y est par ailleurs renommée Mademoiselle Nobs, du nom de la chienne barzoï de Madona Bouglione, qui remplace Seamus pour l'occasion,. Durant la séquence, tournée à Paris entre le 13 et le 20 décembre 1971, Richard Wright tend un micro au chien pendant que Gilmour joue de l'harmonica et Roger Waters de la guitare sur la Black Strat de Gilmour ; une ligne de basse a été rajoutée sur le tout en postproduction,.

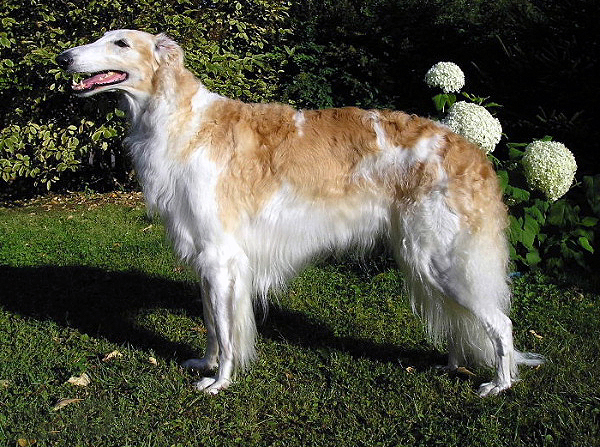
Un barzoï similaire à celui prêtant sa voix pour Mademoiselle Nobs.

En 1990, le britannique Tom Stoppard utilise la seconde partie de Seamus en ouverture de son film Rosencrantz et Guildenstern sont morts. Le film contient également quelques extraits de Echoes, un autre titre de Pink Floyd qui figure aussi sur l'album Meddle.

## Caractéristiques artistiques
Seamus débute sur un rythme décentré sur la droite en son stéréophonique et joué par Gilmour sur une guitare acoustique Gibson J-45. Pour s'adapter aux hurlements du chien, la guitare semble être accordée un ton en dessous (ré, sol, do, fa, la, ré). Une seconde guitare acoustique est également jouée par Gilmour, cette fois en slide et accordée en drop D, sur la gauche de la stéréo. Gilmour joue d'un troisième instrument, un harmonica, qui est difficilement audible mais présent durant tout le premier couplet. Waters accompagne l'ensemble avec sa basse, probablement aussi accordée en drop D, tandis que Wright joue du piano en assurant notamment un solo vers 1 min 28 s.
Les paroles de la chanson sont centrées sur Seamus, le chien, et sont chantées par Gilmour. À 1 minute, une voix est audible en fond, mais il est difficile de dire qui parle ou ce que la personne dit. Jean-Michel Guesdon et Philippe Margotin dans leur livre Pink Floyd, la totale indiquent que la voix dirait « here is…[?] » (« voilà… [inaudible] ») ou « very theatrical » (« très théâtral »).
L'absence de Nick Mason est un autre élément notable du titre.
« I was in the kitchen
Seamus, that’s the dog, was outside
Well, I was in the kitchen
Seamus, my old hound, was outside
Well you know, the sun sinks slowly

But my old hound dog sat right down and cried »
— Paroles de Seamus,

« J'étais dans la cuisine
Seamus, c'est le chien, était dehors
Eh bien, j'étais dans la cuisine
Seamus, mon vieux chien, était dehors
Vous savez, le soleil descend lentement

Mais mon vieux chien de chasse s'est assis et a pleuré »

## Fiche technique

### Versions
| 5. | Seamus (Pink Floyd) | 1971 | 2 min 14 s |

| 5. | Mademoiselle Nobs (Pink Floyd) | 1972 | 1 min 48 s |

### Interprètes originaux
Seamus est écrite par Mason, Wright, Gilmour et Waters et enregistrée par :
- Rick Wright : piano
- David Gilmour : harmonica, guitare acoustique, chant ;
- Roger Waters : guitare basse ;
- Seamus : aboiements.

### Équipe de production
- Pink Floyd : production ;
- Rob Black : ingénieur du son (studios Morgan) ;
- Roger Quested : assistant ingénieur du son (studios Morgan) ;
- Peter Bown : ingénieur du son (studios AIR) ;
- John Leckie : assistant ingénieur du son (studios Air et EMI) ;
- James Guthrie : remastering ;
- Doug Sax : remastering.